# 南勇
南勇（남용，1962年6月16日—），男，朝鲜族，吉林延边人，毕业于沈阳体育学院，曾担任中国足协专职副主席和国家体育总局足球运动管理中心主任。

## 个人经历
出生于一个中国共产党干部家庭。父亲南兴烈曾是东北抗日联军战士，长期担任延边县委副书记，1980年代出任过延边农学院书记、延边州人大常委会副主任。
在图们市一小上学时，被选入延边速滑队。1975年延边州儿童速滑1000米比赛中打破州纪录。
1980年2月退役，同年考入沈阳体育学院。入学后加入中国共产党，后成为校学生会主席。毕业时被国家体委选为后备干部。
南勇1997年9月从国家体委人事司处长调入中国足协担任专职副主席、司库等职。2001年作为代表团团长率中国足球队参加世界杯亚洲区预选赛，冲击世界杯成功。2002年继续作为代表团团长率中国足球队参加2002韩日世界杯。
2005年3月，南勇担任国家体育总局足球运动管理中心党委书记（正司级）、副主任。2009年1月，南勇升任国家体育总局足球运动管理中心主任，成为中国足球“掌门人”。

## 被捕入狱及减刑
2010年1月21日，南勇和原足管中心副主任杨一民被辽宁公安机关专案组传讯，次日国家体育总局召开新闻发布会，免去其一切职务。1月27日，公安部正式宣布南勇与杨一民已经被依法刑事拘留。2010年3月1日，检察机关批准逮捕。2012年4月25日，铁岭市中级人民法院一审开庭审理。2012年6月13日，因犯受贿罪被铁岭市中级人民法院一审宣判，判处有期徒刑10年零6个月，并处没收个人财产20万元。2013年2月，中国足协宣布终身禁止南勇参加足球活动。
根据供述，南勇在1999年甲A联赛倒数第三轮沈阳海狮客场3-0战胜吉林敖东的比赛前，帮助沈阳海狮方面联系了吉林省延边州的领导，间接牵线两支球队操纵比赛。事后南勇收受了沈阳20万元的贿赂。
2014年12月9日，因在服刑期间7次获表扬，经北京市第二中级人民法院审理裁定，南勇获判减刑一年。2019年，南勇刑满出狱。

## 家庭
虽然南勇是速度滑冰运动员出身，但受父亲南兴烈影响也很喜爱足球运动。